# Кринички (Ростовская область)
Кринички — хутор в Миллеровском районе Ростовской области.
Входит в состав Треневского сельского поселения.

## Население
| 2010 |
| ---- |
| 53   |

## Улицы
На хуторе имеется одна улица: Родниковая.